# Raoul Mattei
Pour les articles homonymes, voir Mattei.
 (mai 2018).
Si vous disposez d'ouvrages ou d'articles de référence ou si vous connaissez des sites web de qualité traitant du thème abordé ici, merci de compléter l'article en donnant les références utiles à sa vérifiabilité et en les liant à la section « Notes et références ».
Raoul Jean Augustin Mattei né le 7 avril 1890 à Avignon et mort le 4 octobre 1970 à Marseille est un entrepreneur créateur de la première société de taxis automobiles de Marseille : les« Taxis verts ».

## Biographie
Raoul Mattei profite de l'exposition coloniale de 1922 pour faire sa promotion. On compte jusqu'à 200 taxis.
Quelques années plus tard Raoul Mattei lance des réseaux de cars dans les Bouches-du-Rhône permettant ainsi la desserte des villes principales. 
Dans les années 1950 il crée en France la première société de location de véhicules sans chauffeurs « Mattei Automobile » située dans son garage « Le palais de l'automobile »  au 121 avenue du Prado à Marseille. Raoul Mattei développe d'autres garages à Paris, Lyon et Nice permettant ainsi à la location de voitures de s'étendre en France.. Des concessionnaires prennent le relais dans de nombreuses villes secondaires ainsi qu'en Corse. Ses fils Yvon et Lucien prirent sa suite après sa mort en 1972, puis les garages et les sociétés furent cédés à Vincent Bolloré dans les années 1990.
Les sociétés ont toutes disparu ainsi que le garage de Marseille qui fut rasé, bien qu'il soit classé monument historique, après avoir été revendu à un promoteur immobilier qui transforme le quartier de l'avenue du Prado en quartier d'affaires.